# شعر رعاة البقر
شعر رعاة البقر شكل من الشعر الذي يمارسه عمال تسير الماشية والمزارع وقد نمى من تركيب ارتجالي تقليدي حيث يجتمع رعاة البقر بعد يوم من العمل حول نار المخيم ويؤنس بعضهم البعض بقص الحكايا والأغاني الشعبية.

## التأليف
وخلافا للاعتقاد السائد قان لا يكتب شعر رعاة البقر فعلياً من قبل رعاة البقر ومع ذلك يدعي اتباع شعر رعاة البقر  ان مؤلفي هذا النوع من الشعر يجب ان يكون لديهم بعض الاتصال بحياة رعاة البقر، بحيث أنهم يستطيعون كتابة الشعر بمنظور داخلي. ومن الأمثلة على شعر رعاة البقر قصيدة  كتبت لشاعر ليس براعي بقر وتدعى  «جولة في بول فينارلبز» للكاتب ايبن ريكس فورد وهو كاتب حر في القرن التاسع عشر.

## الأسلوب
يتفاجئ المستجدون عندما يسمعون أن شعر رعاة البقر هو شعر معاصر. ويميل العديد من الاشخاص إلى التركيز على أسلوب حياة رعاة البقر التاريخي ولكن العمل الذي يقومون به رعاة البقر هو عمل متواصل، ويعيش رعاة لبقر في نمط الحياة التقليدي المتواجد في شمال غرب أمريكا ومناطق أخرى. وبالتالي لا يزال شعر رعاة البقر المعاصر يتم انشاءه وسرده ولا يزال متعة للعديد من زوار المخيم حول نار المخيم وقاعات الاجتماعات. وقد نشأت كثير من ما يعرف «بالموسيقى الريفية في الزمن الغابر» من نمط الأبيات المزدوجة والتي غالبا مرئية في شعر رعاة البقر بمصاحبة موسيقى الجيتار.

## المواضيع
يشمل شعر رعاة البقر محاور رئيسية منها:
َ*أعمال المزرعة وأولئك الذين يقومون به.
َ* نمط حياه الغرب.
َ* تضاريس أمريكيا وكندا الغربية.
َ* ممارسات وقيم رعاة البقر.
َ* حكايات فكاهية.
َ* ذكريات للأشخاص والاوقات انتهت منذ مدة طويلة.
َ*سخرية تتعلق بالبدع أو الطرق الحديثة.
ويعرض المقطع التالي من قصيدة لافيرنا جنسون «هوميستد» المميزات الشعرية التقليدية لشعر رعاة لبقر:
نسمع دعوات من خوار الأبقار، تحمل أصوات على النسيم
وكأنها تتجول أسفل الوادي ثمّ  تتعرج من خلال الأشجار.
توقفنا لنشتم رائحة الميرمية بينما يتلألأ ضوء أوراق كوايك الذهبية،
وانه بالتاكيد لشعور جيد للعودة مره أخرى للوطن.
ونلاحظ اللغة العامية المستخدمة من قبل رعاة البقر مثل كوايك وهو شجر حور راجفياني أو الحور المهتز أو الحور الرجراج والمعروف أيضا بشجر كوايك.
ويصنف شعر رعاة البقر على أنه شعر ريفي وهو تصنيف غير دقيق على الرغم من انه يتعامل مع شعرائه الذين يعملون مع الماشية والطبيعة، ويشتهر شعر رعاة البقر بالصور الرومنسية ولا يستحسن التضحية الواقعية فيه بأي وقت من الأوقات.
وتعرف بعض أمثلة البيت التجريبي في شعر رعاة البقر. وتقول إحدى الحجج أن السرد هو القصد من شعر رعاة البقر ويجب أن يتم تأديته مثل الشعر. وتؤكد حجة مضادة على أنه سوف يصرف  التركيز بعيدا عن الموضوع من خلال فرض تركيب محدد لشعر رعاة البقر. ومهما يكن يبقى كثير من شعراء رعاة البقر ضمن كثير من التوجيهات الكلاسيكية وبالأخص سجع الأبيات. وغير شائع في شعر رعاة البقر ما يسمى الشعر الحر.

## أسابيع الشعر
ويستمر إلى اليوم كتابة شعر رعاة البقر والاحتفال به. وربما يكون شاعر رعاة البقر المعاصر باكستر بلاك من أشهر شعراء رعاة البقر في الكون، نيفيدا وتقوم العديد من المدن في الولايات المتحدة وكندا بجولات سنوية مخصصة لشعر رعاة البقر. وتحتفل الولايات المتحدة وكندا بأسبوع شعر رعاة البقر كل نيسان.

## أبرز شعراء شعر رعاة البقر
والت«بيمو» تشيني
ماق موهسنس
غاري بريس
س عمر باكر
باكستر بلاك
آرثر تشابمان
بادجر كلارك
كيرلي فليتشر
بروس كيسكادون
وولي مكريا
جويل نيلسون
ريد ستيجال
ستيفن فرومهولز
وادي ميتشل
بول زارز يسكس
ناريفل ي. هول
دان هيس
اليكس ليند برج
دالتون ويلكوكوس «الشاعر الحائز على جائزة الغرب»
واضافة إلى انه يصنف في بعض الأوقات روبرت وسيرفايس على انه شاعر رعاة بقر.
وقام فنان الكلمات المنطوقة بينجو غايرو بعمل قصيدة واحدة على الأقل وهي «كل شيء على ما يرام في كورال»

## روابط خارجية
- National Cowboy Poetry Gathering, Elko, Nevada
- Cowboy Poetry Gathering, Heber City, Utah
- Pincher Creek, Alberta, Cowboy Gathering
- Cowboy and Western Poetry at the Bar-D Ranch
- Jim Janke's Old West Cowboy Poetry
- Texas Cowboy Poetry Gathering
- Video from Texas Cowboy Poetry Gathering
- cowboy poetry gathering in Cartersville, GA
- Website of the Alberta Cowboy Poetry Association
- "Cowboy Poets" film at folkstreams.net
- Western & Cowboy Poetry by Clark Crouch
- Waddie Mitchell web page
- KPOV-FM نسخة محفوظة 10 يوليو 2015 على موقع واي باك مشين. Community Radio features Cowboy Poetry on the "Calling All Cowboys" online radio program. Live broadcast on 88.9 KPOV, on Wednesdays at 6PM and Sundays at 4PM (Pacific time) through the "Listen Live" link. It can also be streamed on demand at the following link: http://kpov-od.streamguys.us/calling_all_cowboys_new_56k.mp3